# Svetoslav, Silistra
Svetoslav (în bulgară Светослав, în română Cainargeaua Mare) este un sat în comuna Kainardja, regiunea Silistra, Dobrogea de Sud, Bulgaria. 
Între anii 1913-1940 a făcut parte din plasa Silistra a județului Durostor, România.

## Demografie
Componența etnică a satului Svetoslav
     Turci (14,15%)
     Bulgari (57,54%)
     Romi (27,35%)
     Nicio identificare (0,94%)
La recensământul din 2011, populația satului Svetoslav era de 106 locuitori. Din punct de vedere etnic, majoritatea locuitorilor (57,54%) erau bulgari, existând și minorități de romi (27,35%) și turci (14,15%). Pentru 0,94% din locuitori nu este cunoscută apartenența etnică.